# 洪虹
洪虹， 1945年9月，生于江苏东台，中华人民共和国政治人物、外交官。
1964年在澳门学习葡萄牙语。1968年毕业于北京外国语学院。1976年1月进入外交部工作。曾任非洲司副处长；国外局参赞；驻圣多美和普林西比使馆临时代办；驻圣保罗副总领事。1998年，接替石午山担任中华人民共和国驻几内亚比绍大使。2001年，由高克祥接任。2002年1月－2004年1月任中華人民共和國駐維德角大使。2004年4月至2007年2月任驻莫桑比克共和国大使。